# Mohorovičić (cráter)

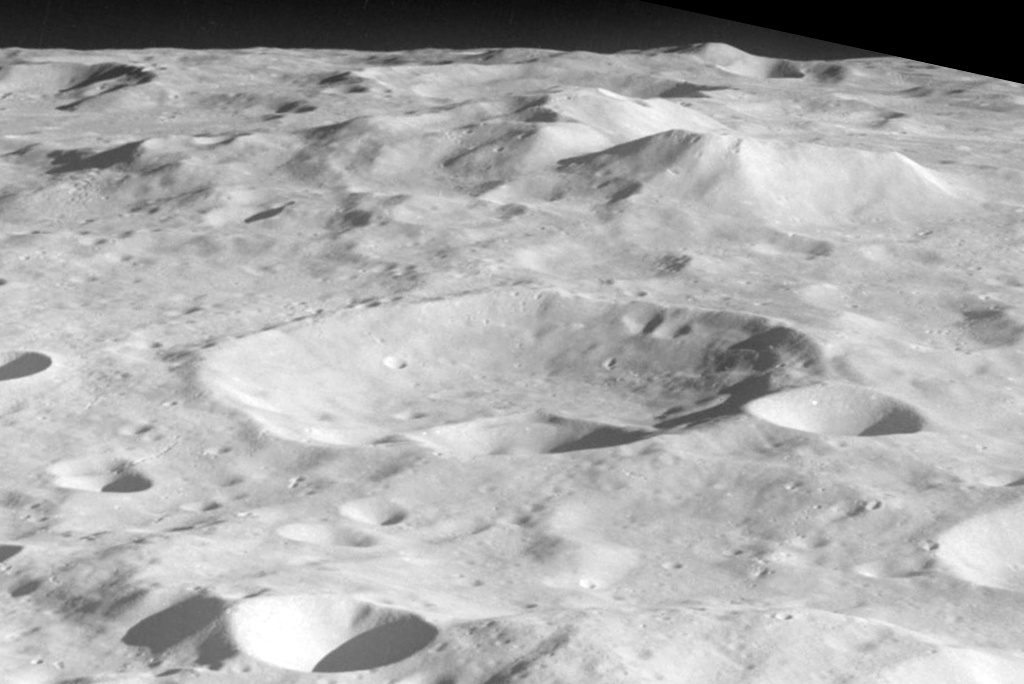
Fotografía de la misión Apolo 8

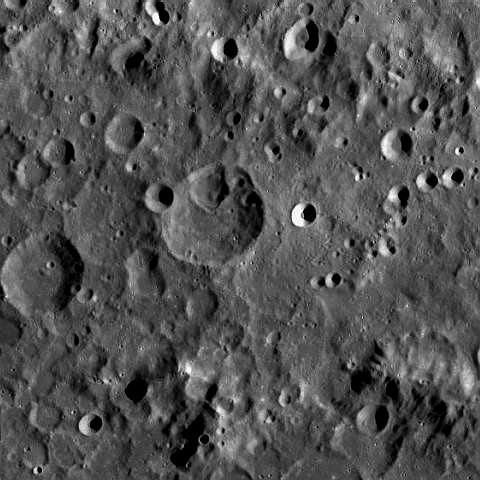
Fotografía de la misión Lunar Reconnaissance Orbiter

Mohorovičić es un cráter de impacto perteneciente a la cara oculta de la Luna. Se encuentra al suroeste del cráter más grande Doppler y de la enorme llanura amurallada de Korolev. Al suroeste de Mohorovičić aparece un pequeño mar lunar, el Lacus Oblivionis. Al sur de esta formación se encuentra una montaña sin nombre que se formó durante el impacto que creó la Cuenca Aitken.
|  |

Se trata de un cráter circular que ha sufrido un cierto desgaste debido a los impactos posteriores. El cráter satélite Mohorovičić Z se halla en el sector norte del suelo interior, adyacente al brocal. Un pequeño cráter en forma de copa penetra en el borde occidental.

## Cráteres satélite
Por convención estos elementos son identificados en los mapas lunares poniendo la letra en el lado del punto medio del cráter que está más cercano a Mohorovičić.
|             | \| Mohorovičić \| Coordenadas \| Diámetro \| \| ----------- \| -------------------------------- \| -------- \| \| A \| 16°00′S 163°06′O / -16.0, -163.1 \| 20 km \| \| D \| 17°48′S 162°06′O / -17.8, -162.1 \| 18 km \| \| F \| 18°54′S 163°36′O / -18.9, -163.6 \| 23 km \| \| R \| 19°54′S 167°42′O / -19.9, -167.7 \| 42 km \| \| W \| 17°42′S 166°30′O / -17.7, -166.5 \| 21 km \| \| Z \| 18°36′S 165°06′O / -18.6, -165.1 \| 14 km \| |          |
| Mohorovičić | Coordenadas | Diámetro |
| A           | 16°00′S 163°06′O / -16.0, -163.1 | 20 km    |
| D           | 17°48′S 162°06′O / -17.8, -162.1 | 18 km    |
| F           | 18°54′S 163°36′O / -18.9, -163.6 | 23 km    |
| R           | 19°54′S 167°42′O / -19.9, -167.7 | 42 km    |
| W           | 17°42′S 166°30′O / -17.7, -166.5 | 21 km    |
| Z           | 18°36′S 165°06′O / -18.6, -165.1 | 14 km    |